# Marta Martín Jurado
Marta Martín Jurado (España), es una actriz española. Es conocida entre otros por su papel de Nuria en Gordos por Daniel Sánchez Arévalo (2009) y de Hache en Por H o por B por Manuela Burló Moreno (2020).

## Filmografía

### Cine
- Gordos, de Daniel Sánchez Arévalo (2009) como Nuria.
- 3 metros sobre el cielo (2010) como Silvia, amiga de Mara.
- Atracones (corto, 2011) como Alicia.
- Pipas (corto, 2013), de Manuela Moreno.
- Bienvenidos al Fin del Mundo (corto, 2015) como Mari Loli.
- Salir del ropero (Película, 2020), de Angeles Reiné (2020) como Susana

### Series de televisión
- La pecera de Eva (24 episodios, 2010) como Maca.
- Bienvenidos al Lolita (1 episodio, 2014) como ?.
- Olmos y Robles (1 episodio, 2015) como Monja Esbirro.
- Por H o por B (18 episodios, 2020-2023) como Hache.